# Радонежский, Платон Анемподистович
Платон Анемподистович Радонежский (1826, Коприно, Ярославская губерния — 19 сентября [1 октября] 1879, Москва) — артист Императорской Московской русской оперной труппы (бас-баритон) и камерный певец.

## Биография
Родился в 1826 (в некоторых источниках — 1827 и 1829) году в селе Коприне Рыбинского уезда Ярославской губернии в семье священника. Всё семейство Радонежских обладало прекрасными голосами, музыкальностью и очень любило пение. С 6 лет Платон пел в церковном хоре. У него был выдающийся голос, поэтому, когда, окончив Рыбинское уездное училище, он поступил в Ярославскую духовную семинарию, то тотчас же был записан в певческий хор. В семинарии он гораздо больше обращал внимания на развитие своего голоса, нежели на учебные занятия, и был выпущен из неё по второму разряду, после чего поступил писцом в Ярославское губернское правление. Прекрасный голос его был известен всему городу.
На одном из вечеров в 1849 году Радонежский познакомился с известным певцом Александром Бантышевым; тот взял его с собой в Москву. Там Радонежский поступил вольноприходящим в Московское театральное училище и обучался пению у К. Тамброни. Познакомился с А. Островским, Н. Гоголем (занимался перепиской второй части его «Мертвых душ»), А. Верстовским, И. Сосницким, М. Щепкиным. В 1850 году с труппою актёров отправился путешествовать по провинциальным городам. Побывал в Воронеже, Ярославле и Рыбинске, где исполнял русские романсы и песни. Его могучий голос и та необычайная задушевность, с которой он пел, обращали на себя общее внимание. В 1854 году на собранные от концертов деньги уехал в Петербург, где брал уроки пения у Ф. Риччи. В это время ему финансово помогали В. Одоевский и М. Виельгорский. В 1856 году зачислен в Петербургскую оперную труппу, однако партий ему не давали.
В начале 1857 года, благодаря финансовой поддержке П. Демидова, Радонежский получил возможность ехать в Италию, чтобы получить более солидное вокальное образование. В Италии он брал уроки у знаменитостей музыкального мира: Д. Гордиджиани, А. Чеккерини, П. Романи. Его голос был очень сильный, чистый и в то же время необыкновенно мягкий, музыкальный. Все учителя занимались с ним очень охотно. Пел в хоре русской церкви на вилле П. Демидова, выступал на концертах. В 1860 году дебютировал во флорентийском театре «Пергола». В 1861 году во флорентийском соборе исполнял басовую партию в известной оратории Россини «Моисей»; успех его был громадный. Был принят в члены Флорентийского филармонического общества. Выступал в оперных театрах Италии: в Риме, Болонье, Мантуе, Венеции, Милане, Тоскане, Генуе, Лукке. В начале 1862 года дал 14 концертов в Германии, Франции и Швейцарии.
Получил ангажемент в Америку, но отказался, вернулся в Россию. Выступил в Петербурге в первый раз в концерте Д. Леоновой. Его не только заметили, но сразу причислили к выдающимся русским певцам. В 1863—1865 годах солист петербургского Мариинского театра. В 1864 году успешно гастролировал в Париже.
В 1865 году дебютировал в московском Большом театре в партии Сусанина в опере Глинки «Жизнь за царя». Голос дебютанта всеми признан был особенно выдающимся. Положение его было упрочено. С тех пор до самой смерти он не покидал Московской сцены, и каждое появление его вызывало бурные восторги.
Платон Анемподистович Радонежский умер в Москве 19 сентября (1 октября) 1879 (в некоторых источниках — 1881) года. Похоронен в родном селе. После 1917 года в Коприно в доме Радонежских открыли краеведческий музей. В связи с наполнением Рыбинского водохранилища все материалы и личные вещи певца передали в Рыбинский музей-заповедник, а останки Радонежского перезахоронили в соседнем селе Погорелка. Могила певца объявлена одним из «Памятников истории и культуры Рыбинского района».

## Роли
Из его ролей наиболее выдающимися были роли Сусанина в опере «Жизнь за царя», Руслана в «Руслан и Людмила» Глинки и Мельника в «Русалке» Даргомыжского.
Первый исполнитель партии Власа Дюжого («Воевода» П. Чайковского, 1869). Первый исполнитель на русской сцене Конрада («Дети степей, или Украинские цыгане» А. Рубинштейна, 1867). Первый исполнитель в Большом театре — Элиакима («Юдифь» А. Серова, 1865), Дона Луиса Камоэнса («Индра» Ф. Флотова, 1866), Тихона («Гроза» В. Кашперова, 1867), Красного солнышка («Рогнеда» А. Серова, 1868), Князя Вязьминского («Опричник» П. Чайковского, 1875).
Другие партии: Неизвестный («Аскольдова могила» А. Верстовского), Фарлаф («Руслан и Людмила» М. Глинки), Громобой («Громобой» А. Верстовского), Старик-странник («Рогнеда» А. Серова); Кардинал де Броньи («Жидовка» Ж. Ф. Галеви).
Партнёры: А. Д. Александрова-Кочетова, А. Р. Анненская, А. В. Аристова, М. П. Владиславлев, С. В. Демидов, А. М. Додонов, Е. П. Кадмина, А. Г. Меньшикова, И. И. Онноре, И. Я. Сетов, Ш. Л. Смельская.
Камерный репертуар включал произведения М. Глинки, А. Даргомыжского, А. Дюбюка, В. Моцарта, Дж. Россини, Ф. Шуберта, особенно хорошо ему давались испанские романсы А. Варламова, А. Гурилёва, А. Верстовского и русские народные песни.
Автор стихотворений «Тоска по родине» (Флоренция, 1857) и «Село Коприно» (Париж, 1864). На собственные стихи писал романсы, в том числе исполняющийся и поныне «За что ты меня полюбила».